# Wątłe Błota
Włtłe Błota [ˈvɔntwɛ ˈbwɔta] (tiếng Đức: Wilhelmsberg)  là một khu định cư ở khu hành chính của Gmina Siemyśl, thuộc hạt Kołobrzeg, West Pomeranian Voivodeship, ở phía tây bắc Ba Lan. Nó nằm khoảng 2 kilômét (1 mi) phía đông Siemyśl, 16 km (10 mi) về phía nam của Kołobrzeg và 94 km (58 mi) về phía đông bắc của thủ đô khu vực Szczecin.